# Valeriana jaeschkei
Valeriana jaeschkei är en kaprifolväxtart som beskrevs av Charles Baron Clarke. Valeriana jaeschkei ingår i släktet vänderötter, och familjen kaprifolväxter. Utöver nominatformen finns också underarten V. j. kaschmiriensis.